# Chris Wideman
Chris Wideman, född 7 januari 1990 i Saint Louis i Missouri, är en amerikansk professionell ishockeyback som spelar för Pittsburgh Penguins i NHL.
Han har tidigare spelat för Ottawa Senators, Edmonton Oilers och Florida Panthers i NHL; Torpedo Nizjnij Novgorod i Kontinental Hockey League (KHL); Binghamton Senators, Springfield Thunderbirds, Wilkes-Barre/Scranton Penguins och San Diego Gulls i AHL; Elmira Jackals i ECHL; Miami Redhawks i NCAA; Cedar Rapids Roughriders i USHL samt St. Louis Bandits i NAHL.

## Spelarkarriär

### NHL

#### Ottawa Senators
Wideman draftades av Ottawa Senators i fjärde rundan i 2009 års draft som 100:e spelare totalt.
Han spelade delar av fyra säsonger med Senators mellan 2015 och 2018.

#### Edmonton Oilers
Han tradades till Edmonton Oilers den 22 november 2018 i utbyte mot ett villkorligt draftval i sjätte rundan 2020.

#### Florida Panthers
Den 30 december 2018 blev han tradad till Florida Panthers tillsammans med ett villkorligt draftval i tredje rundan 2019, i utbyte mot Alex Petrovic.

#### Pittsburgh Penguins
Wideman tradades den 25 februari 2019 till Pittsburgh Penguins i utbyte mot Jean-Sébastien Dea.

## Statistik
| 2006–2007   | St. Louis AAA Blues U16        |             | 62  | 9  | 21  | 30  | 122 | —  | — | — | — | —  |
|             | St. Louis Bandits              | NAHL        | 1   | 0  | 0   | 0   | 0   | 7  | 0 | 1 | 1 | 4  |
| 2007–2008   | Cedar Rapids Roughriders       | USHL        | 53  | 2  | 12  | 14  | 51  | 1  | 0 | 0 | 0 | 0  |
| 2008–2009   | Miami Redhawks                 | NCAA        | 39  | 0  | 26  | 26  | 56  | —  | — | — | — | —  |
| 2009–2010   | Miami Redhawks                 | NCAA        | 44  | 5  | 17  | 22  | 63  | —  | — | — | — | —  |
| 2010–2011   | Miami Redhawks                 | NCAA        | 39  | 3  | 20  | 23  | 32  | —  | — | — | — | —  |
| 2011–2012   | Miami Redhawks                 | NCAA        | 41  | 4  | 20  | 24  | 40  | —  | — | — | — | —  |
| 2012–2013   | Binghamton Senators            | AHL         | 60  | 2  | 16  | 18  | 46  | 3  | 1 | 2 | 3 | 2  |
|             | Elmira Jackals                 | ECHL        | 5   | 0  | 5   | 5   | 7   | —  | — | — | — | —  |
| 2013–2014   | Binghamton Senators            | AHL         | 73  | 9  | 42  | 51  | 101 | 4  | 1 | 0 | 1 | 6  |
| 2014–2015   | Binghamton Senators            | AHL         | 75  | 19 | 42  | 61  | 116 | —  | — | — | — | —  |
| 2015–2016   | Ottawa Senators                | NHL         | 64  | 6  | 7   | 13  | 34  | —  | — | — | — | —  |
| 2016–2017   | Ottawa Senators                | NHL         | 76  | 5  | 12  | 17  | 46  | 15 | 1 | 3 | 4 | 4  |
| 2017–2018   | Ottawa Senators                | NHL         | 16  | 3  | 5   | 8   | 6   | —  | — | — | — | —  |
| 2018–2019   | Ottawa Senators                | NHL         | 19  | 2  | 3   | 5   | 12  | —  | — | — | — | —  |
|             | Edmonton Oilers                | NHL         | 5   | 0  | 2   | 2   | 4   | —  | — | — | — | —  |
|             | Florida Panthers               | NHL         | 1   | 0  | 0   | 0   | 2   | —  | — | — | — | —  |
|             | Springfield Thunderbirds       | AHL         | 16  | 3  | 10  | 13  | 12  | —  | — | — | — | —  |
|             | Wilkes-Barre/Scranton Penguins | AHL         | 3   | 0  | 2   | 2   | 7   | —  | — | — | — | —  |
| 2019–2020   | San Diego Gulls                | AHL         | 53  | 9  | 22  | 31  | 73  | —  | — | — | — | —  |
| 2020–2021   | Torpedo Nizjnij Novgorod       | NHL         | 59  | 9  | 32  | 41  | 73  | 4  | 1 | 1 | 2 | 20 |
| 2021–2022   | Montreal Canadiens             | NHL         | 64  | 4  | 23  | 27  | 67  | —  | — | — | — | —  |
| 2022–2023   | Montreal Canadiens             | NHL         | 46  | 0  | 6   | 6   | 81  | —  | — | — | — | —  |
| NHL totalt  | NHL totalt                     | NHL totalt  | 291 | 20 | 58  | 78  | 252 | 15 | 1 | 3 | 4 | 4  |
| AHL totalt  | AHL totalt                     | AHL totalt  | 280 | 42 | 134 | 176 | 355 | 7  | 2 | 2 | 4 | 8  |
| NCAA totalt | NCAA totalt                    | NCAA totalt | 163 | 12 | 83  | 95  | 191 | —  | — | — | — | —  |

### Internationellt
| Uppdaterad: 2023-02-24 | Uppdaterad: 2023-02-24 | Uppdaterad: 2023-02-24 |               | Källa: Utv = Utvisningsminuter | Källa: Utv = Utvisningsminuter | Källa: Utv = Utvisningsminuter | Källa: Utv = Utvisningsminuter | Källa: Utv = Utvisningsminuter |
| År                     | Lag                    | Mästerskap             | Matcher       | Mål                            | Assists                        | Poäng                          | Utv                            |                                |
| ---------------------- | ---------------------- | ---------------------- | ------------- | ------------------------------ | ------------------------------ | ------------------------------ | ------------------------------ | ------------------------------ |
| 2016                   | USA                    | VM                     | 10            | 2                              | 4                              | 6                              | 8                              |                                |
| 2021                   | USA                    | VM                     | 9             | 0                              | 0                              | 0                              | 2                              |                                |
| Senior totalt          | Senior totalt          | Senior totalt          | Senior totalt | 19                             | 2                              | 4                              | 6                              | 10                             |